# Шкільний автобус

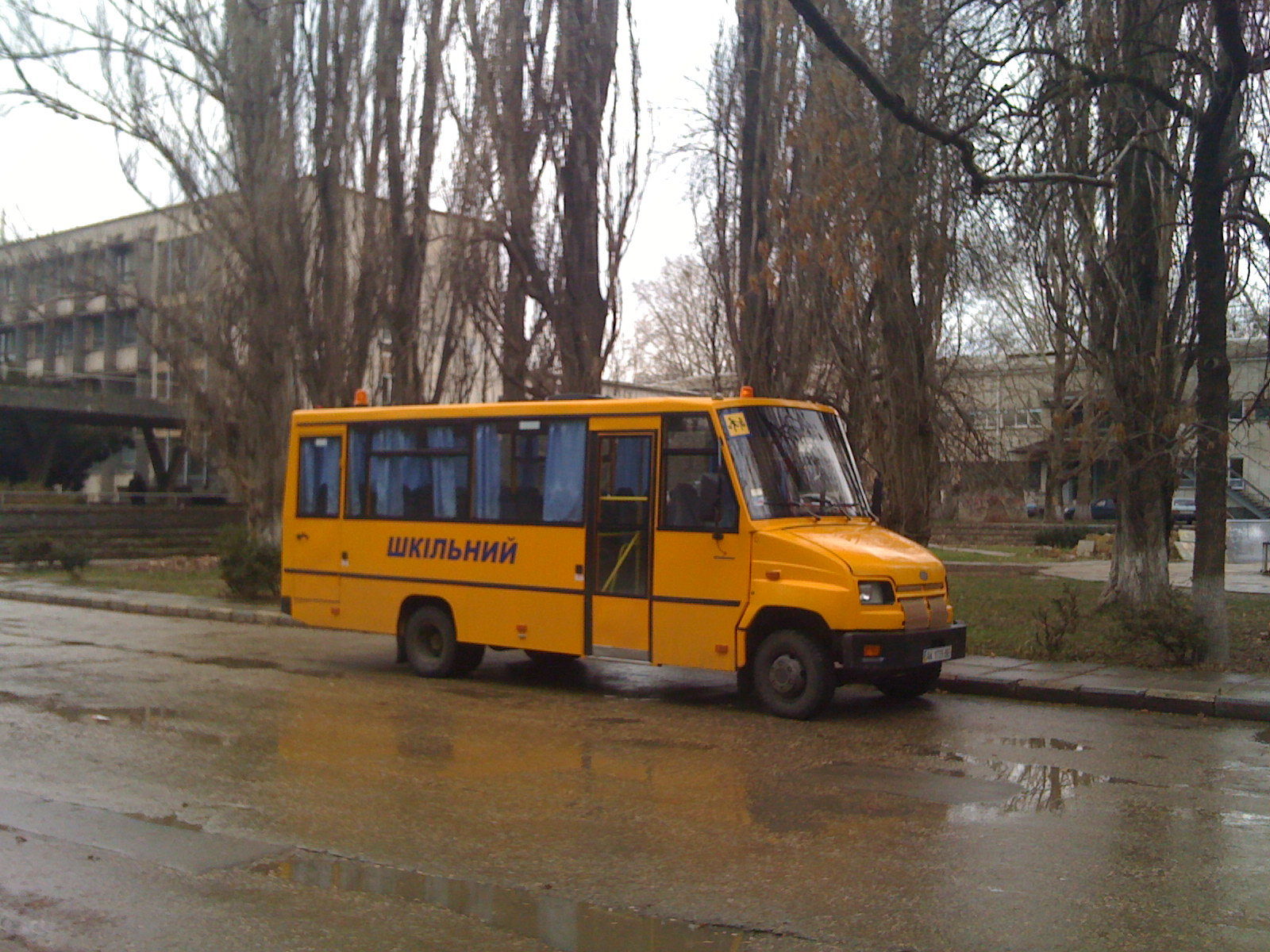
Автобус А075 на шасі ЗІЛ-5301 «Бычок» в Криму.

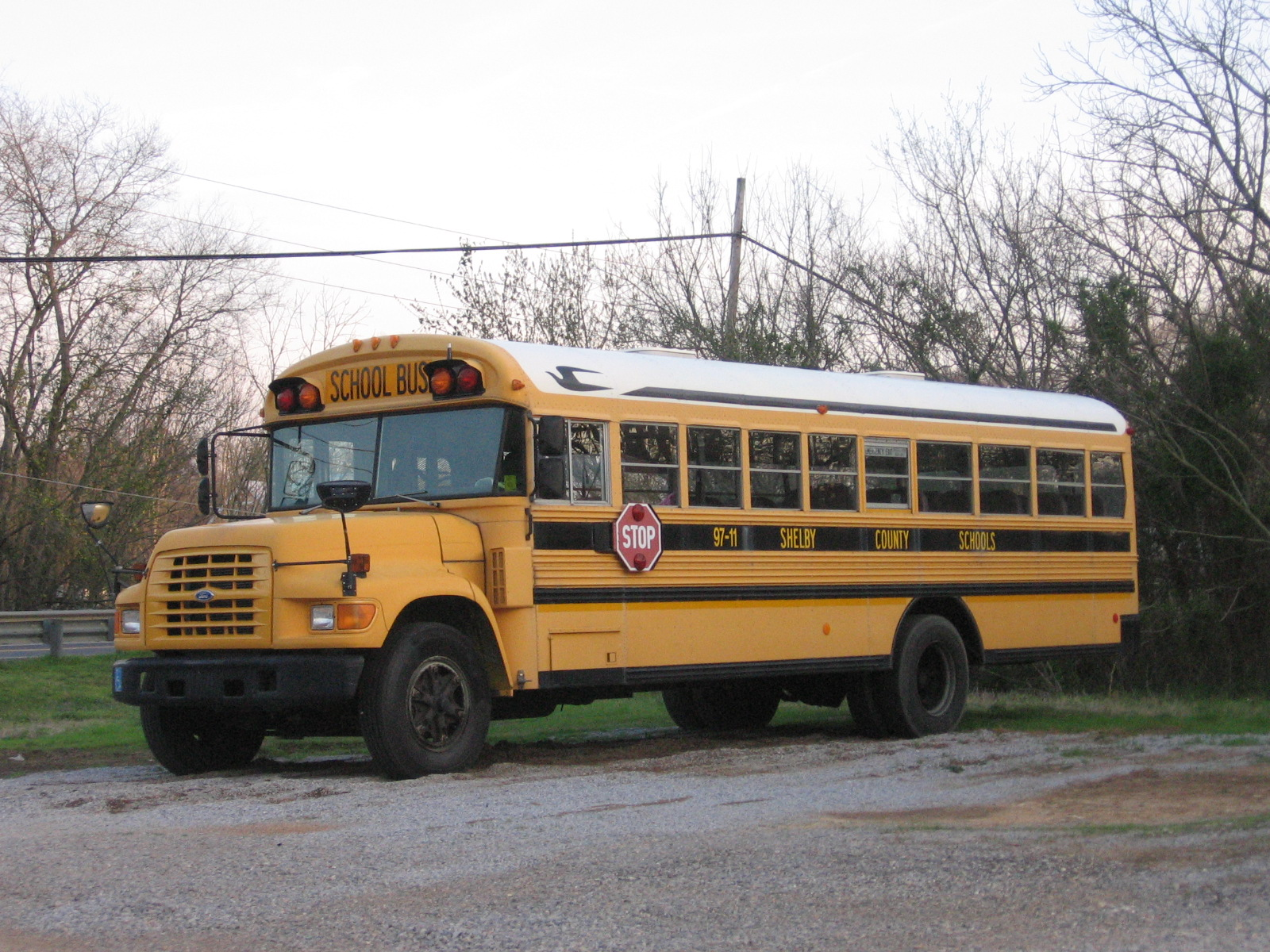
Класичний американський шкільний автобус Blue Bird Conventional

Шкільний автобус — автобус, призначений для організованого перевезення дітей до навчальних закладів, а також до місць проведення екскурсій, різних навчальних і розважальних заходів.

## Історія
Вози для централізованої доставки дітей до шкіл відомі з початку XIX століття. Вперше такі перевезення були організовані в квакерській школі на північному сході Лондона. Найбільшого поширення шкільні омнібуси (так звані «kid hacks») отримали в США, насамперед у сільській місцевості.
З появою двигунів внутрішнього згоряння стали з'являтися і перші шкільні автобуси. Спочатку вони не сильно відрізнялися від своїх попередників: мали брезентовий верх і лавки вздовж бортів, вхід і вихід розташовувався ззаду. Але в міру розвитку техніки автобуси удосконалювалися, і до 30-х років XX століття набули близької до сьогоднішніх автобусів конструкції.
Тоді ж постала проблема стандартизації та уніфікації: розрізнені виробники будували автобуси, які сильно різнилися за якістю і ціною, а стандартизація допомогла значно поліпшити цю ситуацію. У розробці стандартів брали участь інженери таких компаній, як Blue Bird, Ford, Chevrolet і DuPont. Результати цих досліджень сформували сучасний впізнаваний вигляд американського шкільного автобуса, і вплинули на стандарти перевезень дітей у багатьох інших країнах.
У 2014 році в США почалося тестування шкільних автобусів з електричним двигуном. Найближчим часом буде проходити поступовий перехід автопарку навчальних закладів на електоробуси.

### Галерея

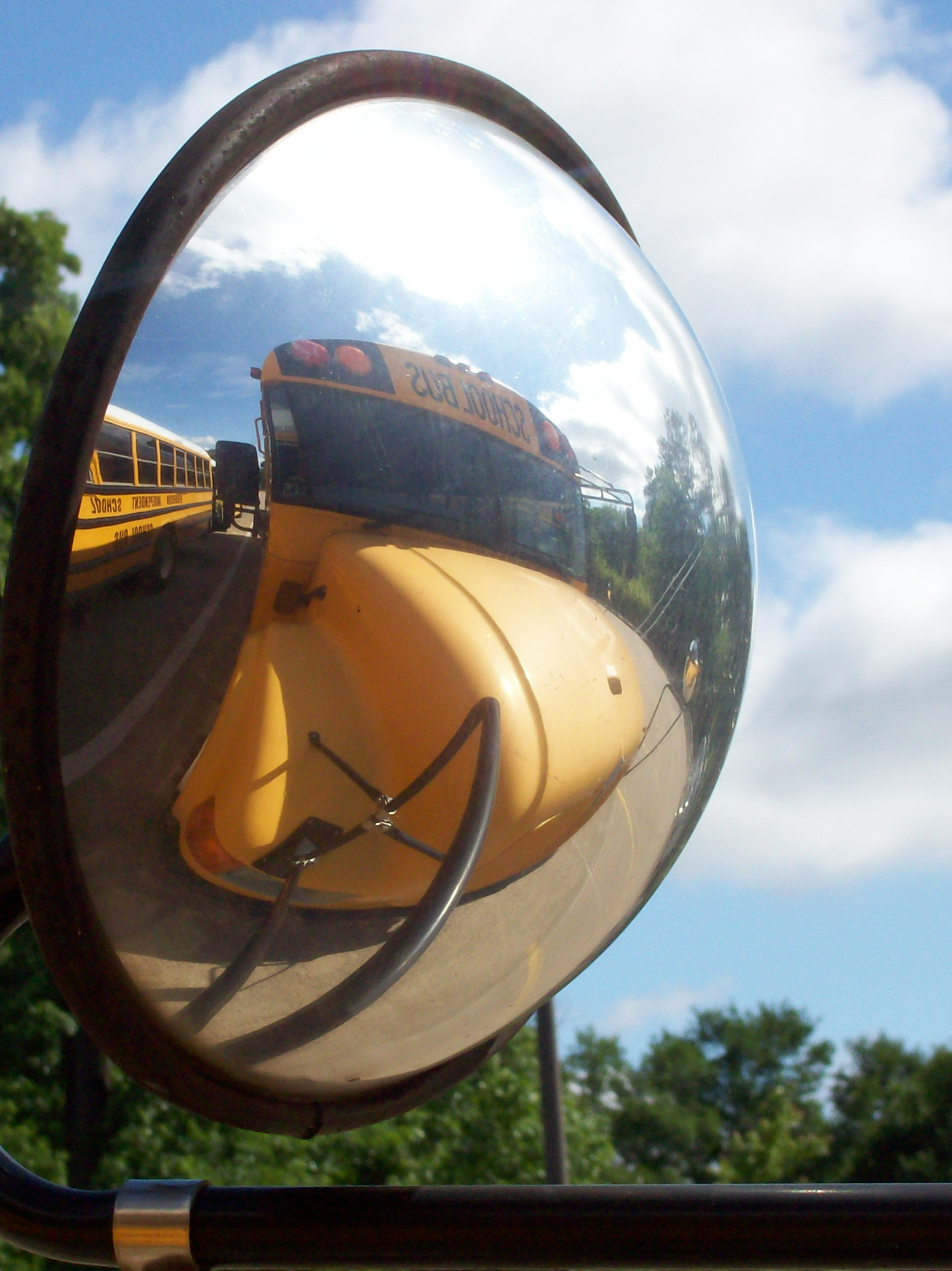
Панорамне дзеркало шкільного автобуса
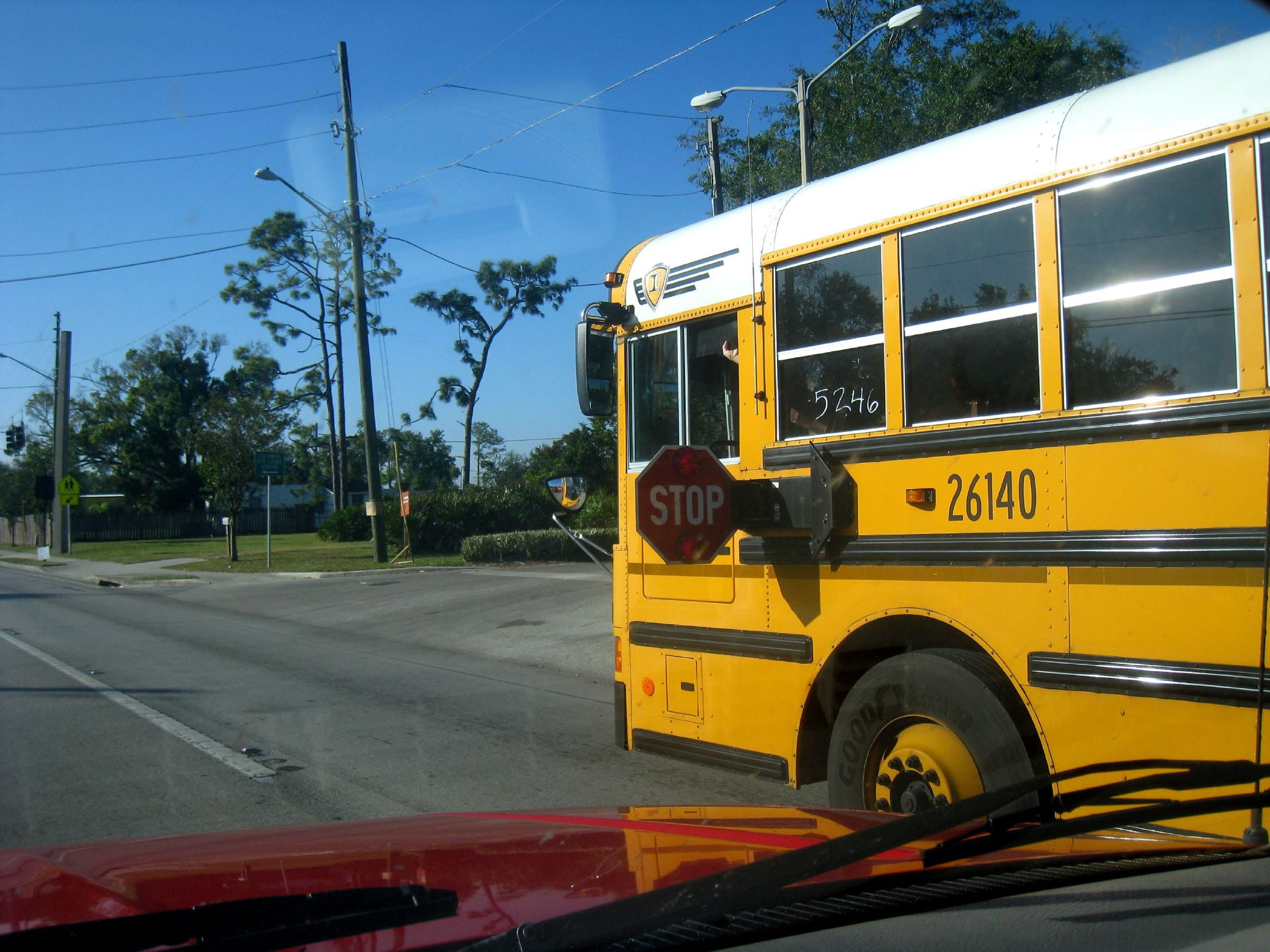
Знак зупинки шкільного автобуса, обов'язковий в США
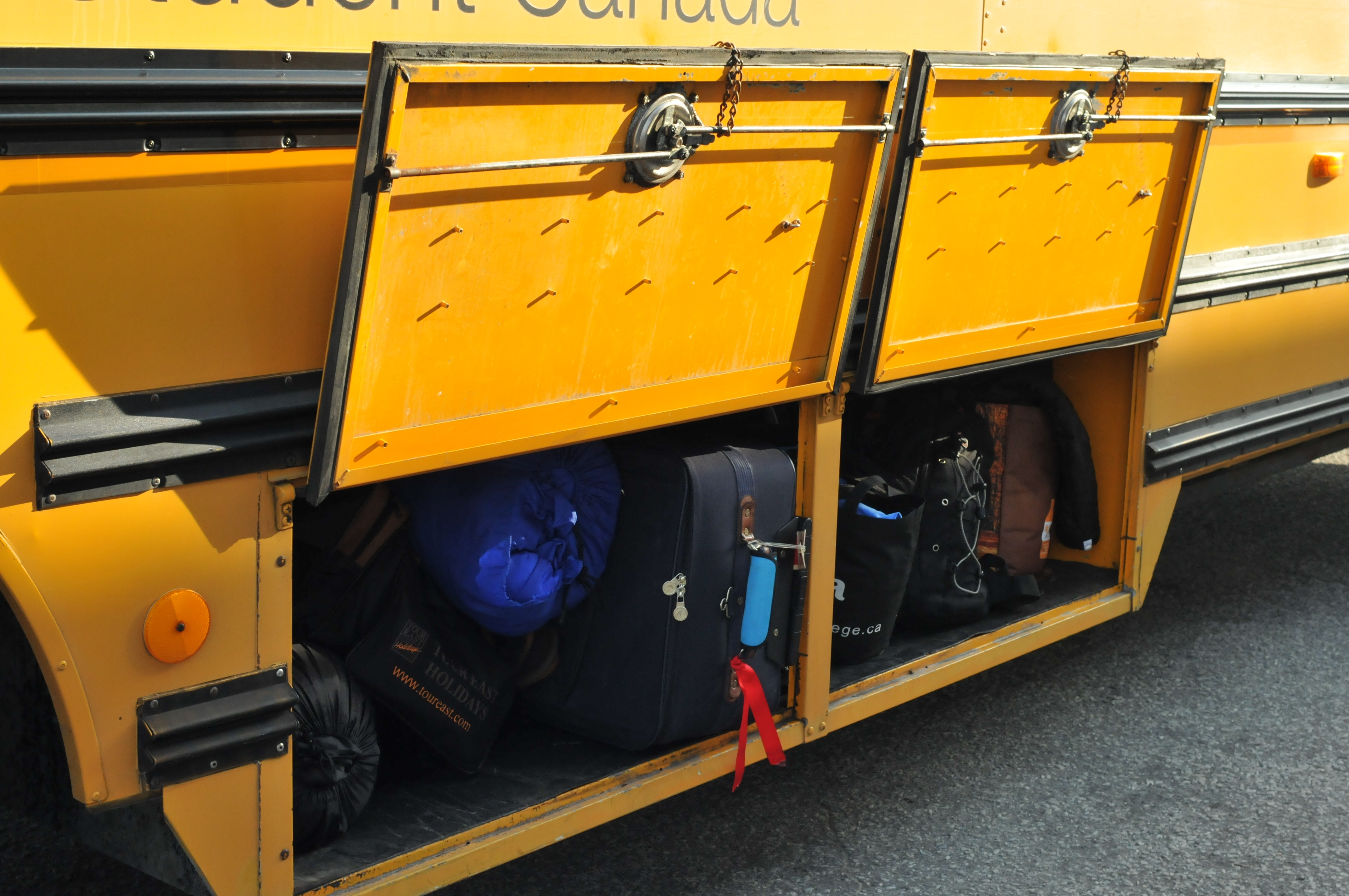
Багажне відділення
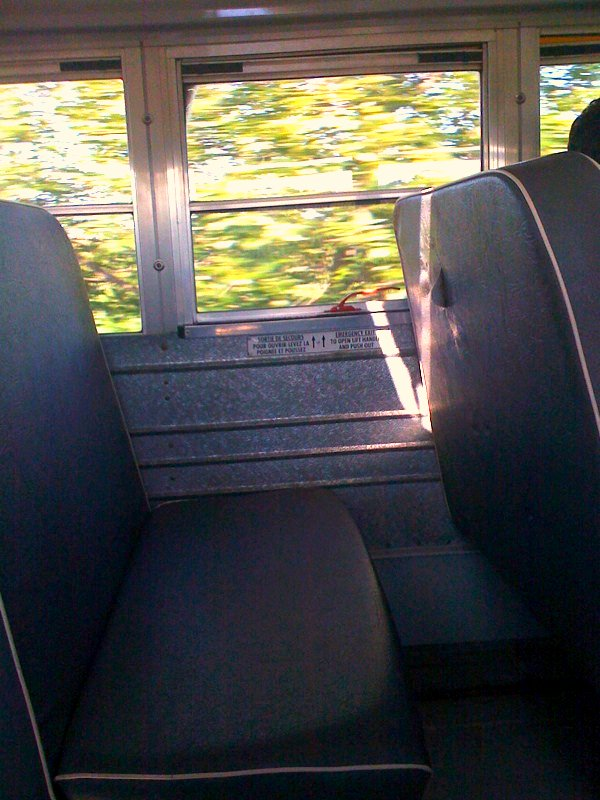
Сидіння в шкільному автобусі розташовані більш щільно, ніж в рейсовому